# الساندرو موربیدلی (بازیکن فوتبال)
الساندرو موربیدلی (انگلیسی: Alessandro Morbidelli؛ زادهٔ ۳۱ مارس ۱۹۸۹) بازیکن فوتبال اهل ایتالیا است.